# Chasztarrak
Chasztarrak – wieś w Armenii, w prowincji Tawusz. W 2011 roku liczyła 1771 mieszkańców.